# Pinus muricata
Pinus muricata (сосна м'якоголкова) — вид роду сосна родини соснових.

## Поширення
Поширення: Мексика (Нижня Каліфорнія); США (Каліфорнія). Зустрічається від прибл. рівня моря до ≈ 300 м у прибережних районах. Росте в зоні впливу (літо та осінь) туману і зимових дощів, ймовірно, в розмірі близько, 500 мм на рік. Часто відбуваються зачистки пожежами місцевостей протягом тривалого, жаркого літа, які вбивають поселення сосни, але шишки пристосовані, щоб відкриватися швидко після пожеж, випускаючи насіння. Масивна регенерація потім швидко заселяє ці місця. Цей вид росте в сухих піщаних ґрунтах, на глиняних пустках і на болотистій землі або в торф'яних болотах.

## Опис

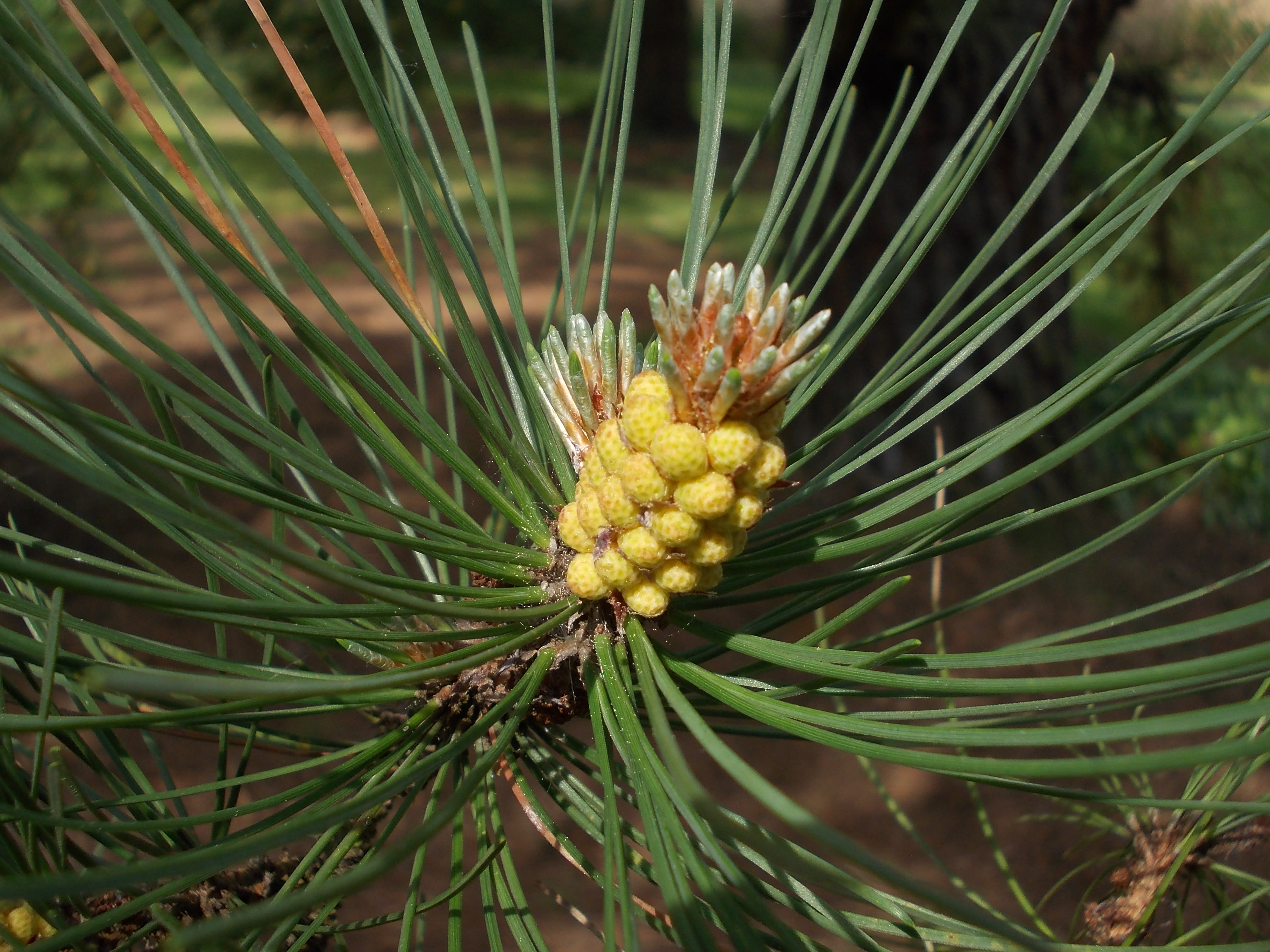
Верхівка з чоловічими шишками і довгими парними голками

Це хвойні вічнозелені дерева висотою 15–25 м, рідко до 34 м, з діаметром стовбура до 1,2 м. Голки від зеленого до синьо-зеленого кольору, ростуть парами, і 8–16 см в довжину. Шишки 5–10 см. Тіло насінини 6–7 мм, від темно-коричневого до майже чорного кольору; крило 15–20 мм.

## Використання
Має декоративне значення, культивується в парках і садах.

## Загрози та охорона
Загрози в основному пов'язані з пожежами. Цей вид зустрічається в кількох охоронних територіях, в основному в Каліфорнії